# Zelandomyia
Zelandomyia is een geslacht van steltmuggen (Limoniidae). Het geslacht telt twaalf soorten en komt voor in Nieuw-Zeeland en Chili.

## Soorten
Deze lijst van 12 stuks is mogelijk niet compleet.
- Z. angusta (Alexander, 1923)
- Z. armigera (Alexander, 1945)
- Z. atridorsum (Alexander, 1932)
- Z. cinereipleura (Alexander, 1922)
- Z. deviata (Alexander, 1922)
- Z. otagensis (Alexander, 1923)
- Z. pallidula (Alexander, 1924)
- Z. penthoptera (Alexander, 1924)
- Z. pygmaea (Alexander, 1923)
- Z. ruapehuensis (Alexander, 1922)
- Z. tantula (Alexander, 1926)
- Z. watti (Alexander, 1922)